# 基斯頓·哥古夫
基斯頓·哥古夫（Christian Gourcuff，1955年4月5日—），法國人，最後在法甲球會南特擔任領隊。

## 生平

### 球員
他在球員時代一直都在法國聯賽一些中小型球會效力，包括羅連安特、勒芒、雷恩等等，所以未曾贏得法甲聯賽冠軍。1981年他還到過瑞士聯賽效力一年，但很快回到法國。至1989年職業生涯晚期，他到了加拿大效力當地球會蒙特利爾超級，之後退役。

### 教練
到轉任教練後，他先後在羅連安特、勒芒、雷恩執教。他還到過中東國家卡塔爾聯賽執教。跟球員時代一樣，他在法甲只是執教一些小型球會，沒有甚麼豐功偉績可以大書特書，至今仍未曾贏過法甲聯賽冠軍。

## 個人
基斯頓是法國前國腳約翰·哥古夫的父親。

## 外部連結
- 教練個人資料